# Gerry Bron
Gerald L. "Gerry" Bron, född 1 mars 1933 i Hendon, Barnet, död 19 juni 2012, var en brittisk musikproducent och grundare av Bronze Records där bland andra Uriah Heep och Motörhead ingick. Skivbolaget gick sedermera i konkurs och alla rättigheter köptes av Castle Records men tycks numera ha återuppstått.